# NGC 6252
NGC 6252 је спирална галаксија у сазвежђу Мали медвед која се налази на NGC листи објеката дубоког неба.
Деклинација објекта је + 82° 34' 38" а ректасцензија 16h 32m 40,3s. Привидна величина (магнитуда) објекта NGC 6252 износи 14,8 а фотографска магнитуда 15,6. NGC 6252 је још познат и под ознакама MCG 14-8-11, CGCG 367-14, NPM1G +82.0086, PGC 58456.